# 格罗顿 (马萨诸塞州)

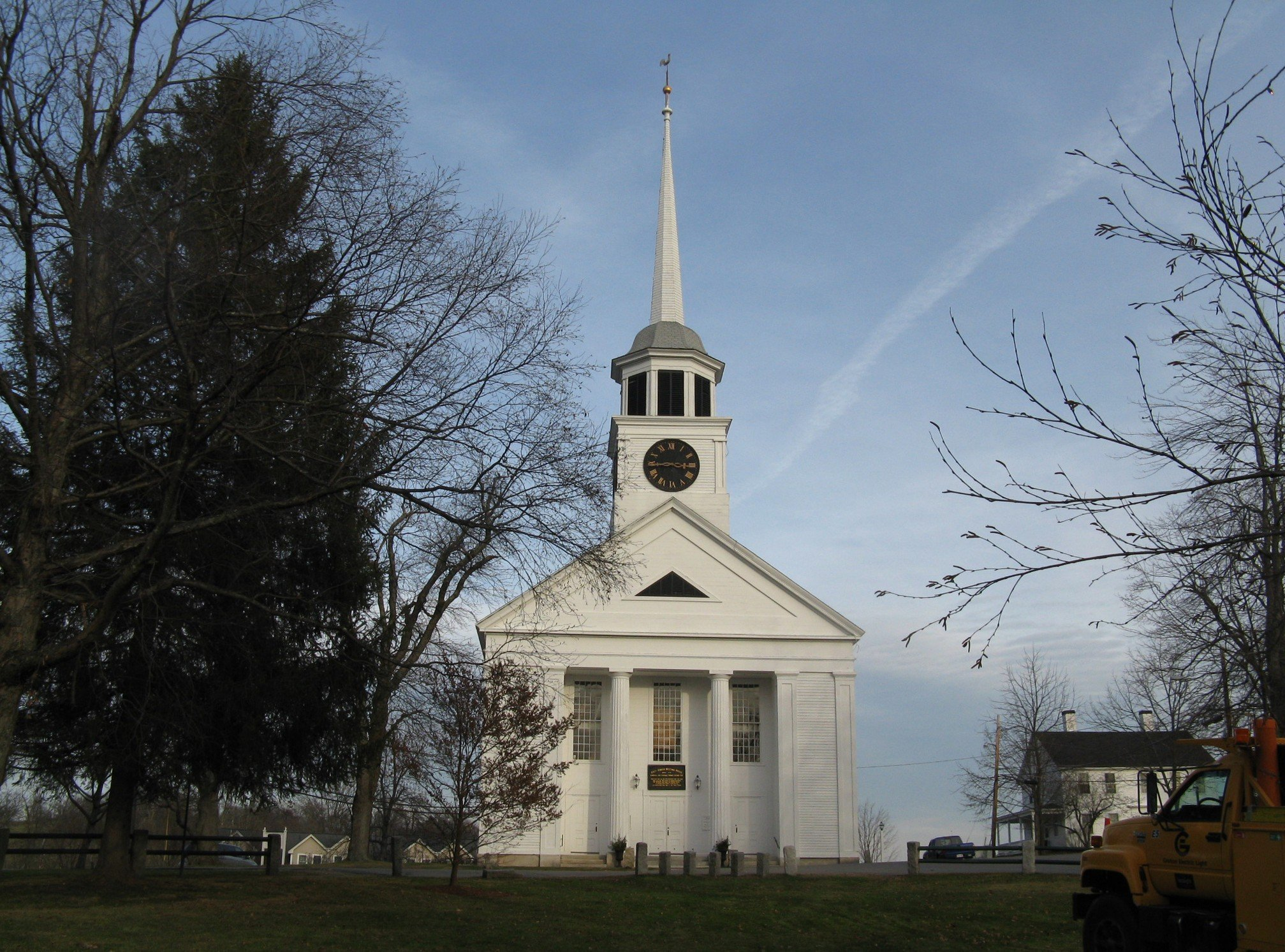
位於格羅頓的第一教區教堂（First Parish Church）

格罗顿（英語：Groton）是位于美国马萨诸塞州的一个城镇，约有3,000人居住在这里。格罗顿闻名于位于格罗顿镇内的格罗顿学校。

## 关于
格罗顿学校位于格罗顿镇，是美国最著名的学校之一。因为格罗顿学校的新建而格罗顿成为了有名的城镇之一。从波士顿出发，只需要1个小时就可到到格罗顿。